# Embernagra
Embernagra és un gènere d'ocells de la família dels tràupids (Thraupidae).

## Taxonomia
Segons la Classificació del Congrés Ornitològic Internacional (versió 14.2, 2024) aquest gènere està format per dues espècies:
- Sit cuallarg de la pampa (Embernagra platensis Gmelin, JF, 1789)
- Sit cuallarg gorjaclar (Embernagra longicauda Strickland, 1844)